# Tripteroides leei
Tripteroides leei är en tvåvingeart som beskrevs av Peters 1959. Tripteroides leei ingår i släktet Tripteroides och familjen stickmyggor. Inga underarter finns listade i Catalogue of Life.